# Bombina
A Bombina  a kétéltűek (Amphibia) osztályába és  a békák (Anura) rendjébe és az unkafélék (Bombinatoridae) családjába tartozó nem.

## Rendszerezés
A nembe az alábbi fajok tartoznak:
- vöröshasú unka (Bombina bombina) (Linnaeus, 1761)
- Bombina fortinuptialis Tian & Wu, 1978
- Bombina lichuanensis Ye and Fei, 1993
- Bombina microdeladigitora Liu, Hu & Yang, 1960
- óriás unka (Bombina maxima) (Boulenger, 1905)
- keleti tűzhasú unka (Bombina orientalis) (Boulenger, 1890)
- Bombina pachypus (Bonaparte, 1838)
- sárgahasú unka (Bombina variegata) (Linnaeus, 1758)